# Memoriał Primo Nebiolo 2009

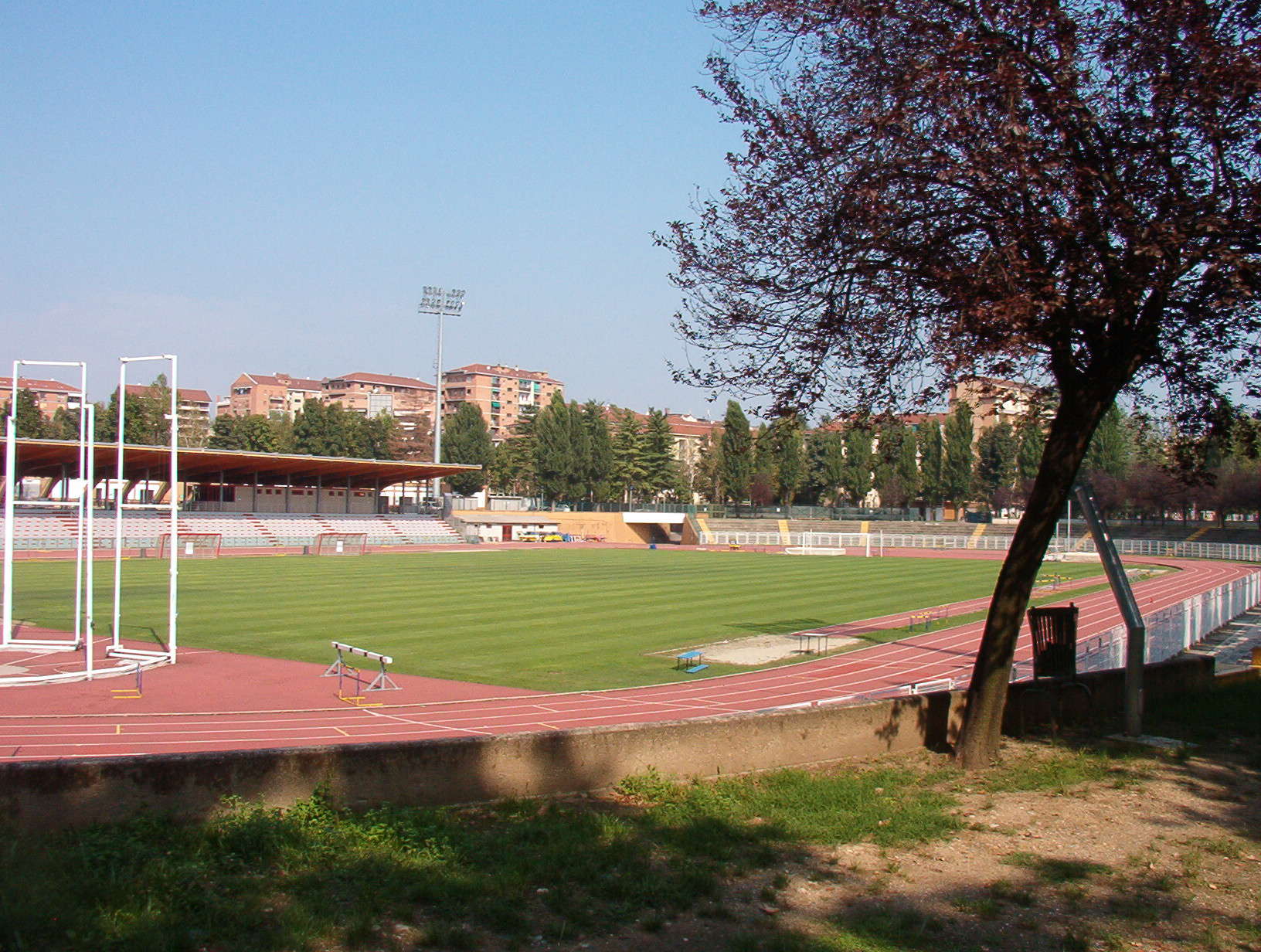
Stadion im. Primo Nebiolo w Turynie (2007)

Memoriał Primo Nebiolo 2009 – mityng lekkoatletyczny, który odbył się 4 czerwca w Turynie na stadionie im. Primo Nebiolo. Zawody zaliczane do cyklu World Athletics Tour posiadały rangę Area Permit Meetings.

## Rezultaty

### Mężczyźni
| Konkurencja        | 1. miejsce             | 1. miejsce | 2. miejsce            | 2. miejsce | 3. miejsce                    | 3. miejsce |
| ------------------ | ---------------------- | ---------- | --------------------- | ---------- | ----------------------------- | ---------- |
| 100 m              | Fabio Cerutti          | 10,33      | Steve Mullings        | 10,33      | Ryan Moseley                  | 10,49      |
| 400 m              | Timothy Benjamin       | 45,80      | Nagmeldin Ali Abubakr | 46,26      | Nicolas Fillon                | 46,87      |
| 800 m              | Abubaker Kaki          | 1:44,25    | Dmitrijs Miļkevičs    | 1:45,36    | Richard Kiplagat              | 1:46,32    |
| 3000 m             | Vincent Kiprop Chepkok | 7:37,40    | Mohamed Farah         | 7:39,02    | Gideon Lekumok Ngatuny        | 7:41,95    |
| 110 m przez płotki | Dexter Faulk           | 13,29      | Shamar Sands          | 13,50      | Andrew Turner                 | 13,57      |
| Skok wzwyż         | Artiom Zajcew          | 2,28       | Giulio Ciotti         | 2,25       | Samson Oni Alessandro Talotti | 2,22       |
| Skok w dal         | Christopher Tomlinson  | 8,04       | Wilfredo Martínez     | 7,87       | Tommi Evilä                   | 7,83       |
| Trójskok           | Phillips Idowu         | 17,60      | Fabrizio Schembri     | 17,27      | Julien Kapek                  | 16,58      |

### Kobiety
| Konkurencja        | 1. miejsce            | 1. miejsce | 2. miejsce              | 2. miejsce | 3. miejsce                     | 3. miejsce |
| ------------------ | --------------------- | ---------- | ----------------------- | ---------- | ------------------------------ | ---------- |
| 100 m              | Stephanie Durst       | 11,37      | LaVerne Jones-Ferrette  | 11,38      | Maria Aurora Salvagno          | 11,75      |
| 800 m              | Elisa Cusma           | 2:00,13    | Jekatierina Kostieckaja | 2:00,24    | Daniela Reina                  | 2:01,91    |
| 100 m przez płotki | Yvette Lewis          | 13,00      | Danielle Carruthers     | 13,08      | Anay Tejeda                    | 13,08      |
| Skok wzwyż         | Antonietta Di Martino | 1,98       | Wiktoria Klugina        | 1,91       | Marina Aitowa Nicole Forrester | 1,87       |
| Pchnięcie kulą     | Natalla Michniewicz   | 19,56      | Nadine Kleinert         | 19,21      | Anca Heltne                    | 18,79      |
| Rzut młotem        | Betty Heidler         | 74,33      | Anita Włodarczyk        | 71,36      | Daria Pczelnik                 | 71,20      |